# Middelnederlands getijden- en gebedenboek
De Middelnederlandse getijden- en gebedenboeken uit de middeleeuwse Nederlanden waren een populair fenomeen. Omdat geloofsbeleving in de volkstaal gepromoot werd door de Moderne Devotie, steeg de vraag en zodus ook het aanbod aan deze boeken in de veertiende en vijftiende eeuw.

## Getijden- en gebedenboeken in de volkstaal
Een getijden- en gebedenboek is een handschrift dat leken in de middeleeuwen gebruikten voor hun privédevotie, tijdens het getijdengebed. Getijdenboeken waren geënt op het in kloosters door monniken gebruikte brevier, waar het diende voor het koor-gebed. Deze gebeden werden op vaste tijden van de dag uitgesproken en werden daarom getijden (horae, uren) genoemd. Het getijdenboek, of “horarium” in het Kerklatijn, werd behalve door leken, ook door monialen, begijnen en begarden gebruikt. In de Nederlanden betrof het dikwijls een getijdenboek in de volkstaal, het Middelnederlands, omdat veel religieuzen het Latijn niet machtig waren. Tot 1400 werden getijdenboeken vervaardigd in opdracht van vorstenhuizen, de rijke adel en de hoge geestelijkheid. Door de ontwikkeling van de steden en de stijging van de welvaart kon vanaf 1400 ook de rijke burgerij zich een getijdenboek veroorloven, het werd een statussymbool. Door de toegenomen vraag ontstonden de librariërs, een soort uitgeverijen avant la lettre, die de boekproductie reorganiseerden en niet meer alleen in opdracht, maar ook voor de markt werkten. Dit maakte van het getijdenboek ‘de bestseller van de middeleeuwen’.
Hoewel het vroegste getijdenboek al uit de elfde eeuw afkomstig is (de eeuw van Hebban olla vogala) was dit boektype vooral in de vijftiende eeuw ongekend populair. Toen waren er veel leken die gebed en liturgie niet meer als een zaak van priesters en kloosterlingen beschouwden, maar als iets waarmee ze zich zelf wilden bezighouden. Veel getijdenboeken waren in het Latijn, maar vooral in de Nederlanden kwam het getijdenboek in de volkstaal veel voor. Toen Geert Grote aan het einde van zijn leven het getijdenboek in het Nederlands vertaalde, was hij niet de eerste die dat deed. Toch werd juist zijn vertaling een onvoorstelbaar succes doordat de Moderne Devotie, de beweging die met Grote begon, een belangrijke rol speelde bij de verbreiding ervan. De tekst is duizenden malen overgeschreven, vaak in eenvoudige boeken, maar ook in boeken die op iedere bladzijde schitteren van goud en mooie kleuren. Het zijn soms ware pronkstukken, maar bovenal waren het boeken voor gelovige mensen die door hun gebed dichter bij God hoopten te komen en een plek in de hemel wilden bereiken.

## Voorbeelden

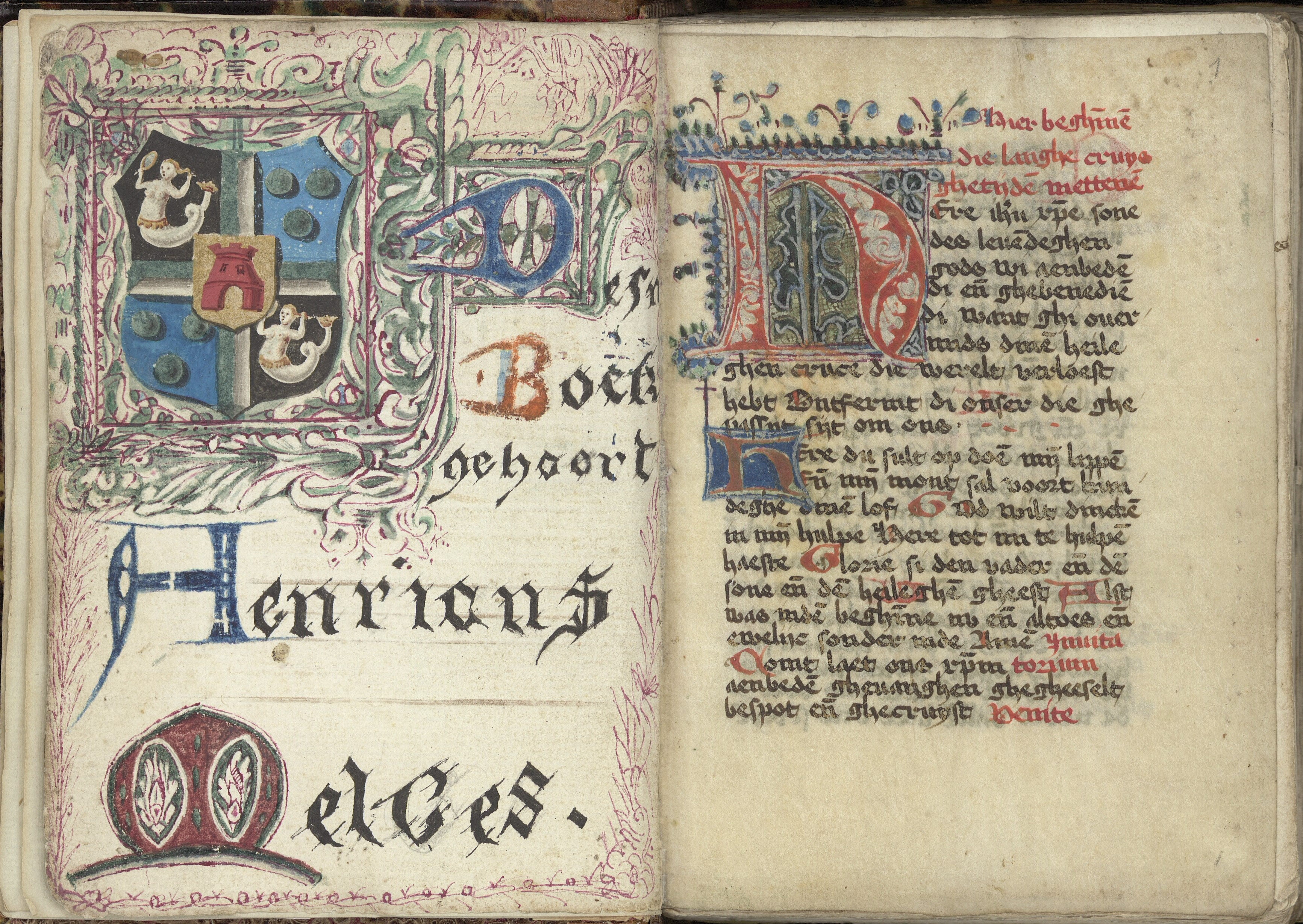
Fragment uit Hs.1329. Voorpagina en eerste pagina tonen de enige vorm van versiering in dit manuscript.

De volgende voorbeelden zijn allemaal bewaard in de Universiteitsbibliotheek Gent. Deze drie voorbeelden tonen goed aan hoe zelf in eenzelfde literaire tradities er een enorm verschil kan zien op vlak van inkleding en versiering van de tekst.

#### Handschrift 1329
Dit Middelnederlands getijdenboek werd vervaardigd in de tweede helft van de vijftiende eeuw, in Brabant. Het werd gemaakt voor een zekere Henricus Melges. Het handschrift toont - op de eerst folio's na - een eenvoudige en bescheiden getijdenboek. Enkel de eerste twee folio's zijn versierd met kleurrijke kronkels en het wapenschild van Henricus Melges. Het getijdenboek bestaat uit de volgende onderdelen:
- De Lange Kruisgetijden
- Gebed tot Christus
- Getijden van Maria
- Onser Liever Vrouwen Krone
- Ave praeclara (in het Middelnederlands)
- Pscoon ghebet van onser liever vrouwen

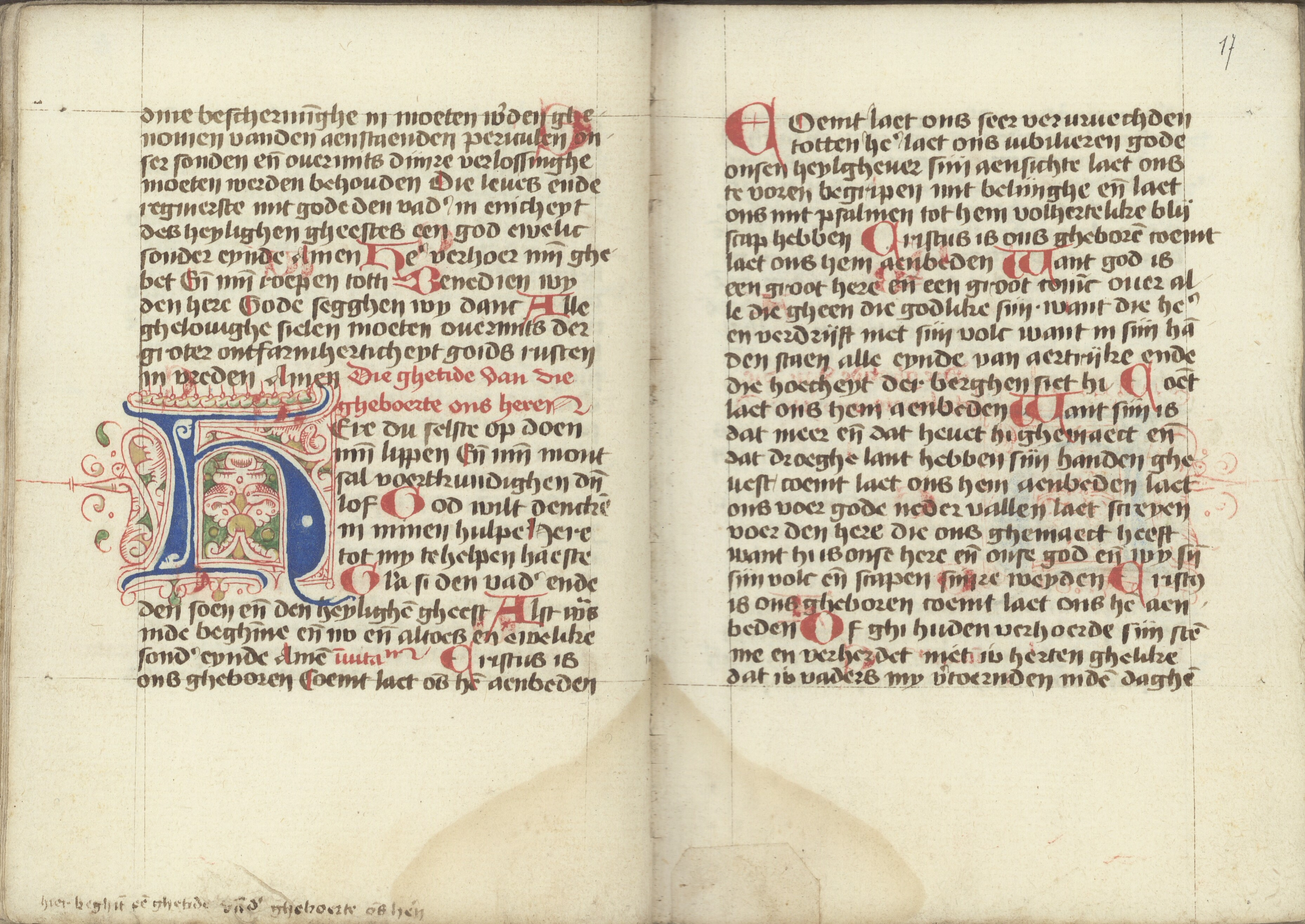
Fragment uit Hs. 1343. Toont de mooi versierde initialen maar ook de sobere verderzetting door het manuscript heen.

- Getijden van alle Heiligen
- Getijden van St. Barbara
- Getijden van St. Katherinen
- Getijden van St. Agneten
- Getijden van St. Ursulen
- Hymnen voor het kerkelijk jaar
- Gebed aan de maagd

#### Handschrift 1343
Dit Middelnederlands getijden- en gebedenboek werd vervaardigd in de Nederlanden, tussen 1450 en 1500. Dit handschrift is nog steeds sober, maar toont door het manuscript heen meer versierde initialen. Het gebedenboek werd gemaakt voor Maria Hijbrantdochter te Edam (Noord-Holland).
- Die ghetide vander toecoemst ons heren
- Die ghetide van die gheboerte ons heren
- Hier beghint die ghetide vander vasten
- Lofspreking van Maria
- Dit is een ghetide van onser vrouwen liden
- Inleidend gebed tot de navolgende getijden van Pasen
- Die ghetide van paeschen
- Een ghetide vanden heilighen sacrament
- Het gebed van Sint-Ambrosius
- als du gaeste ten sacrament
- na der ontfannise ons heren
- Gebed na de communie
- Gebed tot Sint-Anna
- Gebed op de nagedachtenis van Sint-Anna
- Latijnse spreuken
- Hier beghint die ghetide vander heyligher drievoudigheid
- Hier beghint die ghetide vanden maechden
- Hier beghint dat ambacht vanden goedeen vrijdach
- Dit zijn de zeven woorden die Jezus Christus aan het kruis sprak
- Dit is gebed gezet op het Paternoster
- Dit zijn de zeven psalmen met de gebeden voor de zielen
- Nog voor de zielen
- Tot Onze Lieve Vrouw voor de zielen
- Voor de ziel van een vriend
- Een sequentie van de Heilige Geest
- Van den Heilige Geest
- Gebeden voor het Proprium de tempore

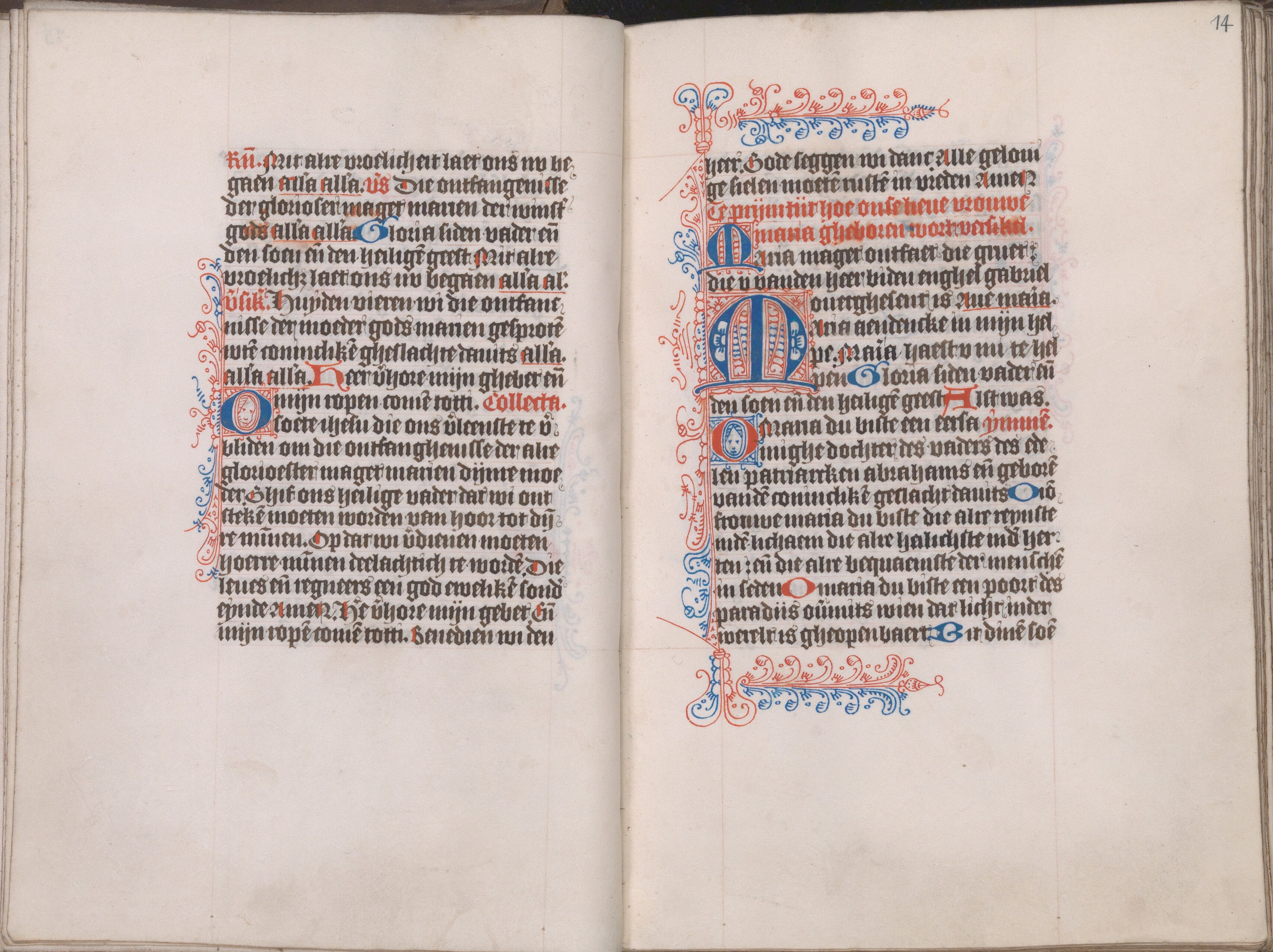
Fragment uit Hs. 1430. Toont de rijkelijke versiering rond te tekst. Dit is bij de andere manuscripten afwezig.

#### Handschrift 1430
Het handschrift 1430 werd vervaardigd in de Noordelijke Nederlanden, in de vijftiende eeuw. Dit getijdenboek is al wat rijkelijker versierd dan de twee hierboven. Er zijn nog steeds geen echte miniaturen aanwezig, maar wel is er randversiering. Het handschrift bestaat uit de volgende onderdelen:
- Kalender voor Utrecht
- Uren van de Maagd
- Lijden voor de Heiligen
- Uren van de Heilige Geest
- Lange Uren van het Kruis
- Psalmen en Litanie
- Gebeden
- Gebeden voor de doden